# Greta Van Susteren
Greta Conway Van Susteren, née le 11 juin 1954 à Appleton dans le Wisconsin, est une journaliste américaine. Elle anime For the Record with Greta (en) sur la chaîne de télévision d'information en continu MSNBC. Elle a animé de 2002 à 2016 On the Record w/ Greta Van Susteren (en), une émission de deuxième partie de soirée diffusée à 22 h (ET) sur Fox News, et a travaillé sur CNN de 1991 à 2002.

## Origines et famille
Bien qu'ayant par ses parents des origines irlandaises, françaises et allemandes, le nom de famille de Greta Van Susteren fait référence à la ville néerlandaise de Susteren aux Pays-Bas, d'où étaient originaires ses ancêtres néerlandais. 
Son père, Urban Van Susteren (mort en 1989), côtoya Joseph McCarthy durant ses études universitaires et en fut son directeur de campagne en 1946 durant les élections sénatoriales. 
La sœur de Greta, Lise Van Susteren, est une psychiatre établie dans le Maryland qui tenta d'obtenir en 2006, mais sans succès, la nomination du Parti démocrate pour les élections au Sénat des États-Unis. 
Greta Van Susteren est mariée depuis 1979 à l'avocat John Coale. Elle est membre de l'Église de Scientologie.

## Études et carrière
Diplômée du second degré (économie) à l'université du Wisconsin (1976), en droit (1979) et en procédure judiciaire (1982) à l'université de Georgetown, Greta Van Susteren commence sa carrière comme procureur en droit civil et droit pénal dans le Wisconsin. 
En 1991, elle devient analyste juridique pour CNN où elle coprésente aussi une émission de débat spécialisée dans le droit et les faits divers judiciaires. 
À la suite de mésententes avec la direction de CNN, elle rejoint sa concurrente, Fox News, en 2002 pour présenter On the Record w/ Greta Van Susteren.
Elle quitte Fox News en 2016.